# Héctor Pulido
Héctor Pulido (20. prosince 1942 Michoacán – 18. února 2022) byl mexický fotbalista, záložník.

## Fotbalová kariéra
V mexické lize hrál za Cruz Azul a Club Deportivo Oro. S Cruz Azul získal 4 mistrovské tituly a jednou vyhrál pohár. Za reprezentaci Mexika nastoupil v letech 1967–1973 ve 43 utkáních a dal 6 gólů. Byl členem mexické reprezentace na Mistrovství světa ve fotbale 1970, nastoupil ve 3 utkáních. Reprezentoval Mexiko na LOH 1968 v Mexiku, nastoupil v 5 utkáních a dal 3 góly.

## Ligová bilance
| Ročník                  | Zápasy | Góly | Klub               |
| ----------------------- | ------ | ---- | ------------------ |
| 1. mexická liga 1964/65 | -      | -    | Cruz Azul          |
| 1. mexická liga 1965/66 | -      | -    | Cruz Azul          |
| 1. mexická liga 1966/67 | -      | -    | Cruz Azul          |
| 1. mexická liga 1967/68 | -      | -    | Cruz Azul          |
| 1. mexická liga 1968/69 | -      | -    | Cruz Azul          |
| 1. mexická liga 1969/70 | -      | -    | Cruz Azul          |
| 1. mexická liga 1970/71 | -      | 5    | Cruz Azul          |
| 1. mexická liga 1971/72 | -      | -    | Cruz Azul          |
| 1. mexická liga 1972/73 | -      | -    | Cruz Azul          |
| 1. mexická liga 1973/74 | -      | -    | Cruz Azul          |
| 1. mexická liga 1974/75 | -      | -    | Cruz Azul          |
| 1. mexická liga 1975/76 | 30     | 3    | Cruz Azul          |
| 1. mexická liga 1976/77 | 1      | 0    | Cruz Azul          |
| 1. mexická liga 1977/78 | 33     | 1    | Club Deportivo Oro |
| 1. mexická liga 1978/79 | 20     | 0    | Club Deportivo Oro |
| CELKEM 1. liga          | -      | -    |                    |